# Neak Pean

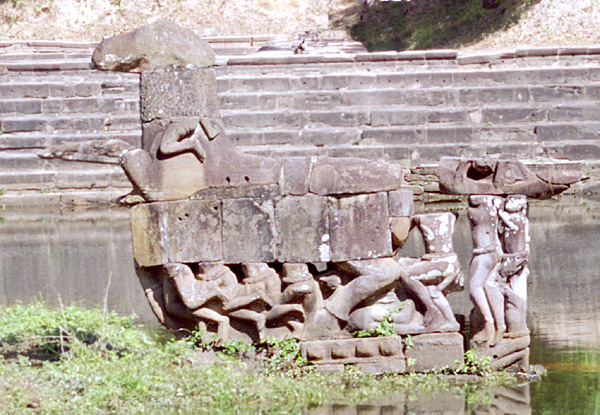
Dettaglio delle sculture

Neak Pean è un tempio situato su un'isola artificiale nei pressi di Angkor, in Cambogia vicino al complesso di Preah Khan, il tempio fu fatto edificare dal sovrano Jayavarman VII (lo stesso sovrano che fece edificare anche Angkor Thom, Ta Prohm e lo stesso Preah Khan) durante il periodo Khmer.

## Funzioni
Tradotto letteralmente il nome del tempio significa "Il serpente intrecciato", questo è dovuto al leggendario serpente Nāga situato alla base del tempio.
Secondo alcuni studiosi il complesso è stato costruito per ricordare l'Anavatapta, un lago di cui molte leggende parlano e che dovrebbe trovarsi sull'Himalaya, in principio la costruzione era dedicata principalmente a luogo di culto per i malati, infatti si riteneva che le acque del posto avessero dei poteri curativi basati sul fatto che quel luogo era stato edificato come punto di incontro dei "quattro elementi" (terra, aria, fuoco e acqua).

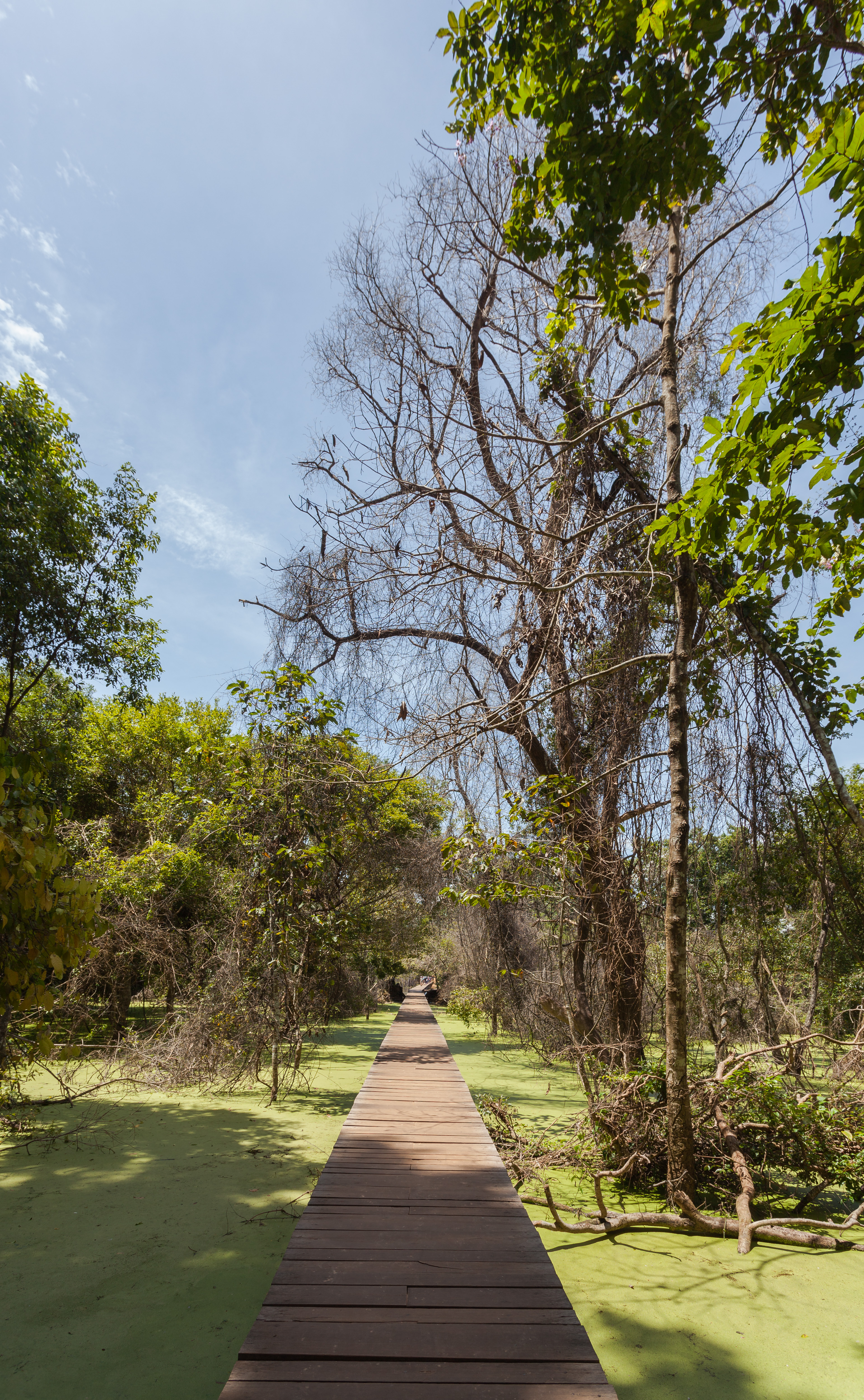
Strada per il tempio

## Descrizione
Al centro di un grande catino, un'isola circolare sulla quale è eretto un prasat centrale (alto 14 m) è circondato da due nāga. Costituiscono l'ingresso le teste dei serpenti che formano l'entrata; le loro code intrecciate hanno dato il nome al tempio.
Quattro statue ornavano inoltre il grande bacino. Non ne rimane che una all'est, saggiamente ricostruita a partire da parti recuperate dagli archeologi francesi che hanno sgomberato il sito. Questa strana statua rappresenta un cavallo dotato di un intreccio di gambe umane. Essa evoca la leggenda secondo la quale Avalokiteśvara salvò un gruppo di discepoli naufragati su un'isola da un attacco di ghuli, trasformandosi in un cavallo volante chiamato Bâlaha.
Altre volte l'acqua colava dal bacino centrale nel bacino periferico attraverso quattro goccioni ornamentali, a forma di testa di elefante a nord, di cavallo a ovest, di leone a sud e d'uomo a est, sempre visibili nei padiglioni portati a ciascun asse della grande riserva d'acqua.